# سیارک ۳۳۰۹
سیارک ۳۳۰۹ (به انگلیسی: 3309 Brorfelde، نامگذاری:1982BH) سه هزار و سیصد و نهمین سیارک کشف شده‌است که در ۲۸ ژانویه ۱۹۸۲ کشف شد.
قدر مطلق سیارک برابر ۱۳٫۹۰ است.